# Diocesi di Mweka
La diocesi di Mweka (in latino: Dioecesis Mvekaënsis) è una sede della Chiesa cattolica nella Repubblica Democratica del Congo suffraganea dell'arcidiocesi di Kananga. Nel 2021 contava 436.700 battezzati su 1.063.680 abitanti. È retta dal vescovo Oscar Nkolo Kanowa, C.I.C.M.

## Territorio
La diocesi comprende per intero il territorio di Mweka e in parte quello di Ilebo nella provincia del Kasai nella Repubblica Democratica del Congo.
Sede vescovile è la città di Mweka, dove si trova la cattedrale di San Martino.
Il territorio è suddiviso in 15 parrocchie.

## Storia
La prefettura apostolica di Mweka è stata eretta il 24 marzo 1953 con la bolla Quae verba di papa Pio XII, ricavandone il territorio dal vicariato apostolico di Luluabourg (oggi arcidiocesi di Kananga).
Il 29 settembre 1964 la prefettura apostolica è stata elevata a diocesi con la bolla Sanctorum mater di papa Paolo VI.
Il 24 agosto 1972 ha ceduto una porzione del suo territorio all'arcidiocesi di Kananga.

## Cronotassi dei vescovi
Si omettono i periodi di sede vacante non superiori ai 2 anni o non storicamente accertati.
- Marcel Evariste Van Rengen, C.I. † (11 gennaio 1957 - 15 marzo 1988 deceduto)[2]
- Gérard Mulumba Kalemba † (19 gennaio 1989 - 18 febbraio 2017 ritirato)
- Oscar Nkolo Kanowa, C.I.C.M., dal 18 febbraio 2017

## Statistiche
La diocesi nel 2021 su una popolazione di 1.063.680 persone contava 436.700 battezzati, corrispondenti al 41,1% del totale.
| anno | popolazione | popolazione | popolazione | presbiteri | presbiteri | presbiteri | presbiteri                | diaconi | religiosi | religiosi | parrocchie |
| anno | battezzati  | totale      | %           | numero     | secolari   | regolari   | battezzati per presbitero | diaconi | uomini    | donne     | parrocchie |
| ---- | ----------- | ----------- | ----------- | ---------- | ---------- | ---------- | ------------------------- | ------- | --------- | --------- | ---------- |
| 1970 | 50.079      | 242.332     | 20,7        | 18         |            | 18         | 2.782                     |         | 29        | 13        |            |
| 1980 | 62.200      | 251.000     | 24,8        | 12         | 1          | 11         | 5.183                     |         | 17        | 12        |            |
| 1990 | 150.000     | 350.000     | 42,9        | 20         | 9          | 11         | 7.500                     |         | 14        | 10        | 9          |
| 1997 | 195.000     | 450.000     | 43,3        | 31         | 18         | 13         | 6.290                     |         | 17        | 6         | 11         |
| 2000 | 190.000     | 400.000     | 47,5        | 34         | 23         | 11         | 5.588                     |         | 16        | 4         | 12         |
| 2001 | 196.500     | 420.000     | 46,8        | 32         | 21         | 11         | 6.140                     |         | 17        | 4         | 12         |
| 2013 | 336.445     | 807.000     | 41,7        | 40         | 29         | 11         | 8.411                     |         | 21        | 13        | 14         |
| 2016 | 365.000     | 873.000     | 41,8        | 38         | 27         | 11         | 9.605                     |         | 21        | 11        | 14         |
| 2019 | 400.960     | 998.744     | 40,1        | 47         | 37         | 10         | 8.531                     |         | 20        | 13        | 15         |
| 2021 | 436.700     | 1.063.680   | 41,1        | 46         | 34         | 12         | 9.493                     |         | 14        | 14        | 15         |